# Grace (álbum de Simon Webbe)
Grace es el segundo disco del cantante británico Simon Webbe, ex-componente del grupo Blue.

## Álbum
Grace es el segundo disco del cantante Simon Webbe, disco predecesor de "Sanctuary", del cual vendió más de 4 000 000 de discos en todo el mundo.
Grace fue publicado el 13 de noviembre del 2006 en el Reino Unido y en Irlanda, y dos días después, en el resto del mundo. El disco fue publicado vía EMI, y va a ser el último, debido a su estrepitoso fracaso.
El disco entró directamente al #11 en las Listas del Reino Unido, vendiendo más de 36 000 copias en su primera semana de salida, y en total 80 000 copias. El Irlanda el disco entró en el #108, y en su segunda semana solo subió al #101, que fue su posición en el país irlandés.
En el resto del mundo, el disco ha tenido una moderada aceptación, destacando fracasos en Francia, Austria o China. En el resto del mundo, el disco ha obtenido muy moderadas ventas, solo consiguiendo vender a fecha actual, tan solo 500 000 de copias.
Los sencillos publicados fueron "Coming Around Again", consiguiendo Top 40's en el Reino Unido, Irlanda, China, Japón o Francia; y el nuevo sencillo que va a ser publicado a comienzos del 2007 va a ser "My Soul Pleads For You", que fue publicado solo en el Reino Unido, solo llegó al #45, siendo el último sencillo publicado por él.
Debido a la recepción tan regular que ha tenido el disco, EMI podría cancelar la promoción del disco, aunque solo para el resto de Europa, Australia y Asia, aunque solo para el Reino Unido se promocionaría el álbum y los sencillos.
Además, Simon Webbe está preparando su primera Gira por el Reino Unido, en el que le llevará desde Londres, Nottingham, Birmingham, Cardiff, Glasgow, Sheffield, Newcastle y Mánchester. Debido al fracaso tan grande que ha conseguido en Irlanda, la gira que estaban preparando por Irlanda queda totalmente suspendida.

## Ediciones

### Edición única
| #   | Title                            |      |
| --- | -------------------------------- | ---- |
| 1.  | "Coming Around Again"            | 3:44 |
| 2.  | "Seventeen"                      | 3:22 |
| 3.  | "Sunshine [Love Like That]"      | 4:01 |
| 4.  | "Go To Sleep"                    | 3:30 |
| 5.  | "Ain't True To Yourself"         | 3:18 |
| 6.  | "Don't Wanna Be That Man"        | 3:58 |
| 7.  | "Angel [My Life Began With You]" | 4:00 |
| 8.  | "Fool For You"                   | 4:14 |
| 9.  | "My Soul Pleads For You"         | 3:49 |
| 10. | "That's The Way It Goes"         | 4:45 |
| 11. | "Take Your Time"                 | 3:19 |
| 12. | "Grace"                          | 3:25 |

| #   | Edición Surafricana |      |
| --- | ------------------- | ---- |
| 13. | "No Worries"        | 3:28 |

## Posicionamiento
| Posición | 11 | 20 | 27 | 34 | 48 | 67 | 85 | 107 | Out | Out |

| Posición | 108 | 101 | 110 | 128 | Out | Out |

| Posición | 40 | 48 | 56 | 59 | 73 | 99 | 114 | 177 | Out | Out |

| Posición | 52 | 61 | 73 | 79 | 98 | 102 | 125 | Out | Out |

| Posición | 89 | 169 | 185 | Out | Out |

| Posición | 40 | 46 | 50 | 81 | 160 | 175 | 188 | 200 | Out | Out |

| Posición | 63 | 68 | 69 | 75 | 82 | 89 | 150 | Out | Out |

| Posición | 35 | 38 | 35 | 49 | 70 | 97 | 112 | 137 | Out | Out |

| Posición | 108 | 84 | 157 | Out |

- Datos: Q2292958